# Stanislaus Stückgold

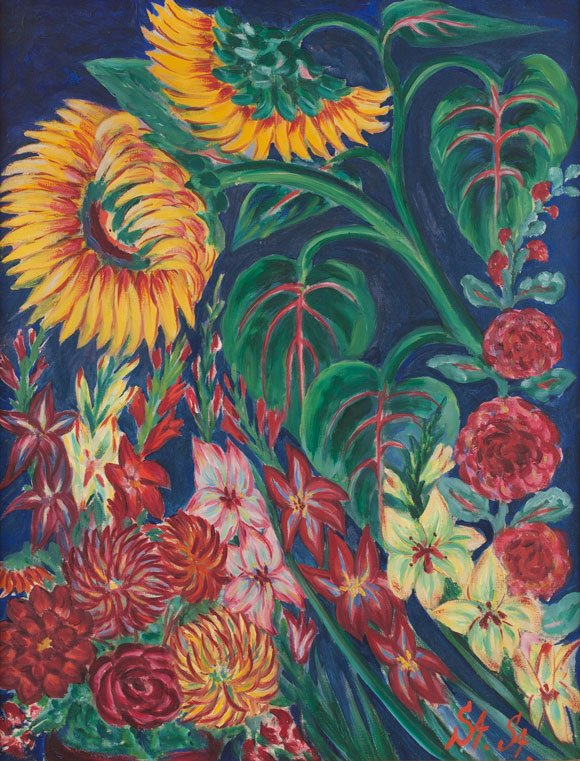
Virágok

Stanislas Stückgold (Varsó, 1868. május 18. – Párizs, 1933. január 9.) lengyel festő.

## Élete
A gyermek Stanislaus hároméves korában zsidó iskolába járt. Nagyapja rabbi, apja bankár volt. Vegyészmérnökként végzett a zürichi egyetemen, a párizsi Sorbonne-on. Lengyelországból azért kellett meneküljön, mivel a lengyel függetlenségi mozgalomban való részvétele miatt a cári rendőrség börtönnel fenyegette. Egy bárónő hatására elhatározta, hogy festő lesz. Münchenben Hollósy Simon szabadiskolájában tanult. Később Nagybányán fest 1908–1909-ben. A neósok csoportjába kerül. Megismerkedik egy fiatal tanárnővel, Veress Erzsébettel és együtt Párizsba szöknek. Kiállít a Függetlenek Szalonjában, ahol a költő Apollinaire ismeri fel tehetségét. „Stückgold ennek a teremnek a legérdekesebb festője - egy nagy dekoratív képet állít ki, amelynek a rajza még emlékeztet Matiss-éra, ugyanakkor a színkezelés teljes mértékben egyéni” írja róla 1912 márciusában. Münchenben Franz Marc lesz jó barátja, ő vezeti el Blaue Reiterhez, több képét állítja ki Európa legjobb művészei között a csoport második tárlatán. A szürrealizmust megelőzően fest erőteljes és szürrealista képeket. Későbbi munkásságában egyesítette a zsidó és a keresztény vallás és teozófia tanait. Ekkor tér vissza festészetében egy ösztönös, naiv stílushoz, mely késői korszakát jellemzi.
Felesége, Veress Erzsébet (Elisabeth Stückgold, Elisabeth Steffen; Ilonda, 1889. március 3. - Dornach, 1961. március 3. ), aki nemesi családban nőtt fel, nagyapja főszolgabíró volt. A Veress család az Észak-Erdélyi Ilondán lakott. (Déstől, Nagybányától nem messze). A családfő patikus volt. A fiatal lány 18 évesen már népiskolában tanított, szabadidejében álnéven folyóiratokba írt elbeszéléseket. Stanislas ebben az időben festette első nagy portréját apósáról, a Nagyapát. Az első világháború után a házastársak útjai elváltak egymástól. Ettől kezdve Albert Steffen svájci költő, a család régi barátja gondoskodott Veress Erzsébetről. 1925-ben, Rudolf Steiner halála után  Albert Steffen lett az Általános Antropofizikai Társaság vezetője, aki ekkor már vezetőségi tag volt a Das Goetheanum c. folyóirat szerkesztője. 1928-ban megalapítja saját kiadóját Verlag für Schöne Wissenschaften néven. 1929. november 13-án a Kis Svábhegyi Waldorf Iskola és Internátus alapkövének letételénél Albert Steffent is jelen volt, ő rakta le az alapkövet Nagy Emilné Göllner Máriával, a kertjükben, ugyanis az iskola a saját házukban kapott helyet. A szertartás versét a svájci költő írta és ő is mondta el az ünnepségen. 1935. október 20-án Veress Erzsébet feleségül ment Albert Steffenhez. Az esküvőt Budapesten tartották. Steffen és Erzsébet Dornbachban átköltözött a Villa Hansi épületébe, melyet Marie Steiner bocsátott rendelkezésükre. Steffen termékeny munkásságát 17 dráma, 12 regény, 11 verseskötet, számos emlékirat, esszék fémjelzik, valamint akvarellek és nyomatok.

## Galéria

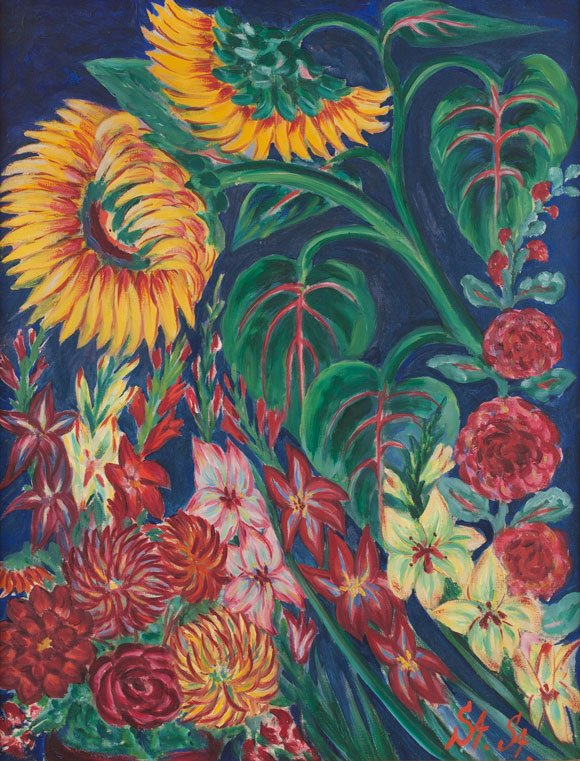
Virágok
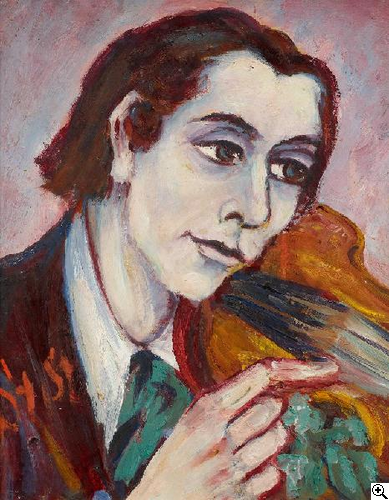
Férfi hegedűvel
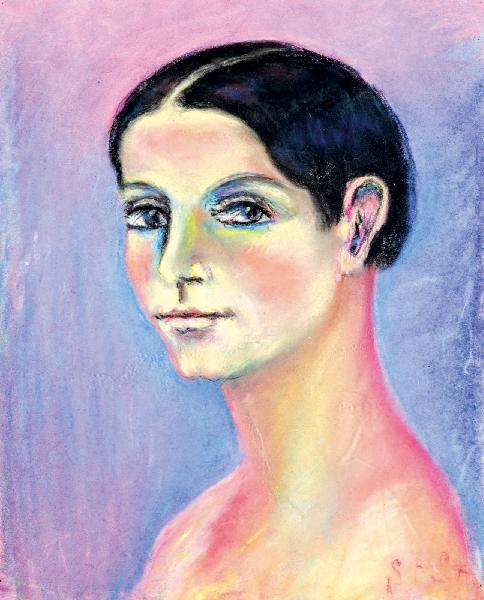
Veress Erzsébet
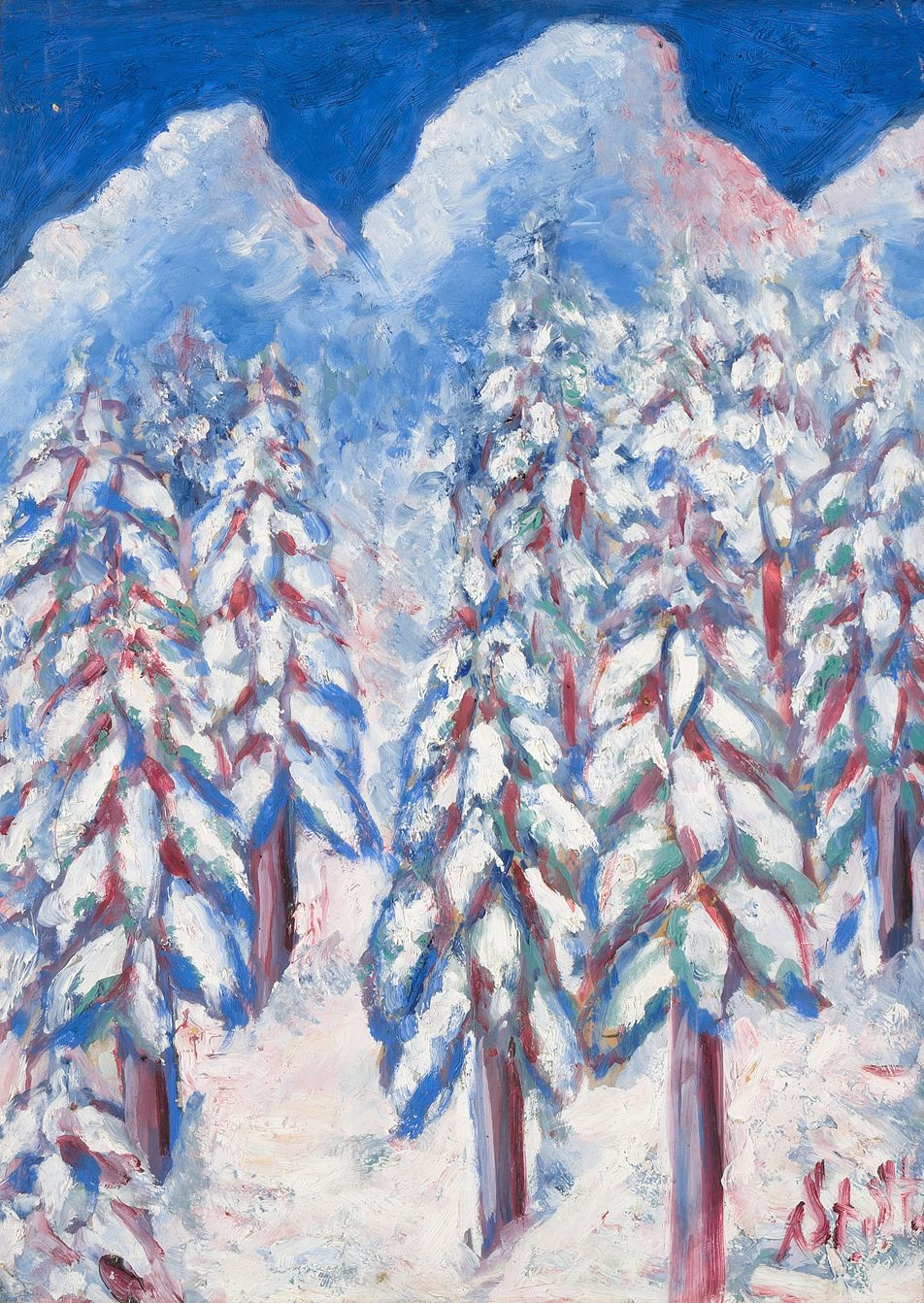
Téli fenyőerdő
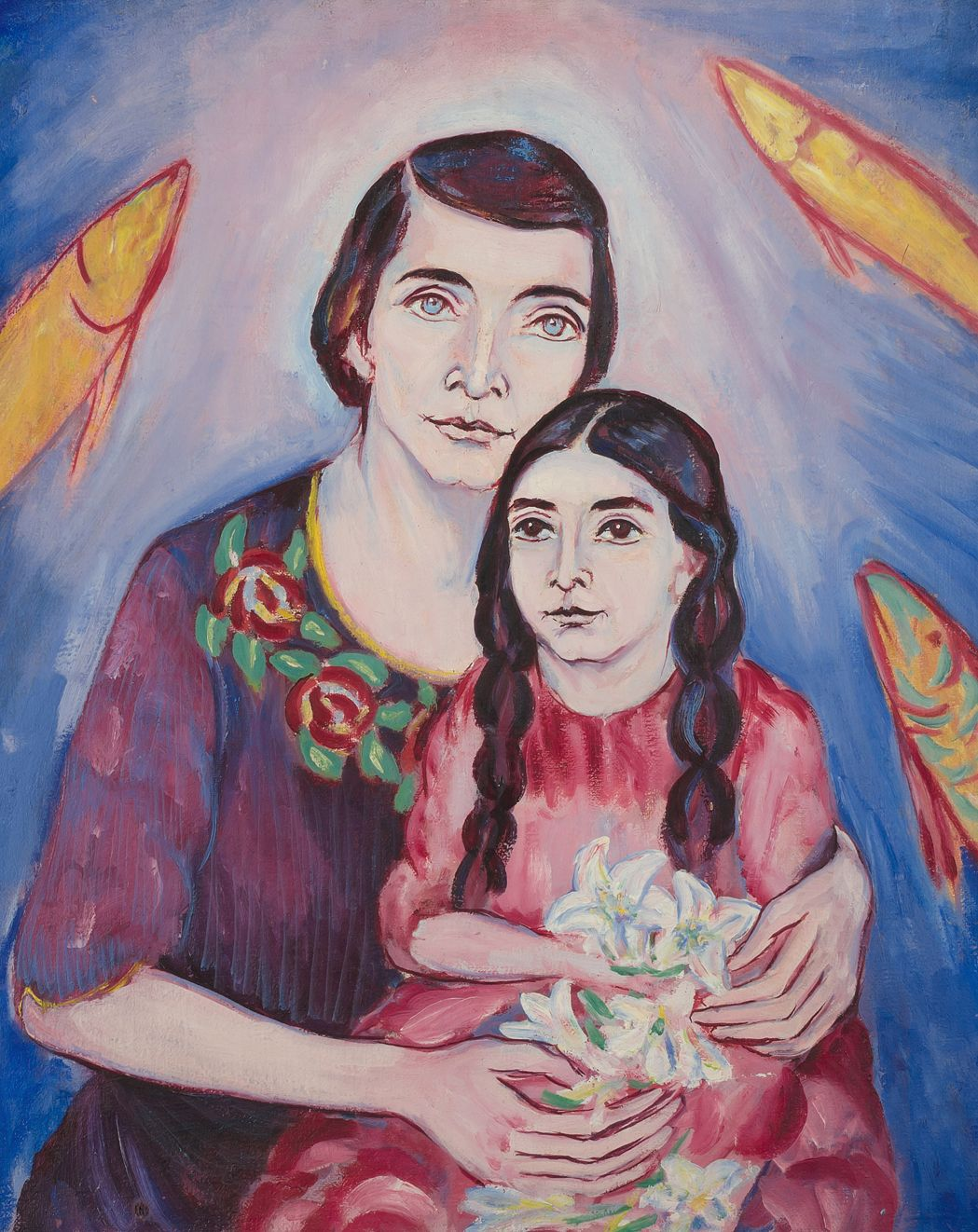
Erzsébet és Felicitas portréja

## Festményei
- Nagyapa
- Téli táj
- Korcsolyázók
- Őszirózsák
- Virágok